# Đội tuyển bóng đá quốc gia Gabon
Đội tuyển bóng đá quốc gia Gabon (tiếng Pháp: Équipe du Gabon de football) là đội tuyển cấp quốc gia của Gabon do Liên đoàn bóng đá Gabon quản lý.
Thành tích tốt nhất của đội cho đến nay là 2 lần lọt vào tứ kết cúp bóng đá châu Phi vào các năm (1996, 2012).

## Danh hiệu
- Vô địch Cúp UNIFFAC: 0

Á quân: 2009

## Thành tích quốc tế

### Giải bóng đá vô địch thế giới
- 1930 đến 1962 - Không tham dự
- 1966 - Bỏ cuộc
- 1970 - Không tham dự
- 1974 - Bỏ cuộc
- 1978 đến 1986 - Không tham dự
- 1990 đến 2022 - Không vượt qua vòng loại

### Cúp bóng đá châu Phi
Gabon đã 7 lần tham dự vòng chung kết Cúp bóng đá châu Phi, trong đó thành tích cao nhất là 2 lần lọt vào tứ kết.
| Cúp bóng đá châu Phi | Cúp bóng đá châu Phi | Cúp bóng đá châu Phi | Cúp bóng đá châu Phi | Cúp bóng đá châu Phi | Cúp bóng đá châu Phi | Cúp bóng đá châu Phi | Cúp bóng đá châu Phi | Cúp bóng đá châu Phi | Cúp bóng đá châu Phi |
| Vòng chung kết: 8    | Vòng chung kết: 8    | Vòng chung kết: 8    | Vòng chung kết: 8    | Vòng chung kết: 8    | Vòng chung kết: 8    | Vòng chung kết: 8    | Vòng chung kết: 8    | Vòng chung kết: 8    | Vòng chung kết: 8    |
| Năm                  | Thành tích           | Thứ hạng1            | Số trận              | Thắng                | Hòa2                 | Thua                 | Bàn thắng            | Bàn thua             |                      |
| -------------------- | -------------------- | -------------------- | -------------------- | -------------------- | -------------------- | -------------------- | -------------------- | -------------------- | -------------------- |
| 1957 đến 1970        | Không tham dự        | Không tham dự        | Không tham dự        | Không tham dự        | Không tham dự        | Không tham dự        | Không tham dự        | Không tham dự        |                      |
| 1972                 | Vòng loại            | Vòng loại            | Vòng loại            | Vòng loại            | Vòng loại            | Vòng loại            | Vòng loại            | Vòng loại            |                      |
| 1974                 | Bỏ cuộc              | Bỏ cuộc              | Bỏ cuộc              | Bỏ cuộc              | Bỏ cuộc              | Bỏ cuộc              | Bỏ cuộc              | Bỏ cuộc              |                      |
| 1976                 | Không tham dự        | Không tham dự        | Không tham dự        | Không tham dự        | Không tham dự        | Không tham dự        | Không tham dự        | Không tham dự        |                      |
| 1978                 | Vòng loại            | Vòng loại            | Vòng loại            | Vòng loại            | Vòng loại            | Vòng loại            | Vòng loại            | Vòng loại            |                      |
| 1980                 | Không tham dự        | Không tham dự        | Không tham dự        | Không tham dự        | Không tham dự        | Không tham dự        | Không tham dự        | Không tham dự        |                      |
| 1982                 | Bỏ cuộc              | Bỏ cuộc              | Bỏ cuộc              | Bỏ cuộc              | Bỏ cuộc              | Bỏ cuộc              | Bỏ cuộc              | Bỏ cuộc              |                      |
| 1984 đến 1992        | Bỏ cuộc              | Bỏ cuộc              | Bỏ cuộc              | Bỏ cuộc              | Bỏ cuộc              | Bỏ cuộc              | Bỏ cuộc              | Bỏ cuộc              |                      |
| 1994                 | Vòng 1               | 12 / 12              | 2                    | 0                    | 0                    | 2                    | 0                    | 7                    |                      |
| 1996                 | Tứ kết               | 7 / 15               | 3                    | 1                    | 1                    | 1                    | 4                    | 3                    |                      |
| 1998                 | Vòng loại            | Vòng loại            | Vòng loại            | Vòng loại            | Vòng loại            | Vòng loại            | Vòng loại            | Vòng loại            |                      |
| 2000                 | Vòng 1               | 16 / 16              | 3                    | 0                    | 1                    | 2                    | 2                    | 6                    |                      |
| 2002 đến 2008        | Vòng loại            | Vòng loại            | Vòng loại            | Vòng loại            | Vòng loại            | Vòng loại            | Vòng loại            | Vòng loại            |                      |
| 2010                 | Vòng 1               | 10 / 15              | 3                    | 1                    | 1                    | 1                    | 2                    | 2                    |                      |
| 2012                 | Tứ kết               | 5 / 16               | 4                    | 3                    | 1                    | 0                    | 7                    | 3                    |                      |
| 2013                 | Vòng loại            | Vòng loại            | Vòng loại            | Vòng loại            | Vòng loại            | Vòng loại            | Vòng loại            | Vòng loại            |                      |
| 2015                 | Vòng 1               | 12 / 16              | 3                    | 1                    | 0                    | 2                    | 2                    | 3                    |                      |
| 2017                 | Vòng 1               | 9 / 16               | 3                    | 0                    | 3                    | 0                    | 2                    | 2                    |                      |
| 2019                 | Vòng loại            | Vòng loại            | Vòng loại            | Vòng loại            | Vòng loại            | Vòng loại            | Vòng loại            | Vòng loại            |                      |
| 2021                 | Vòng 2               | 12 / 24              | 4                    | 1                    | 3                    | 0                    | 5                    | 4                    |                      |
| 2023                 | Vòng loại            | Vòng loại            | Vòng loại            | Vòng loại            | Vòng loại            | Vòng loại            | Vòng loại            | Vòng loại            |                      |
| 2025                 | Chưa xác định        | Chưa xác định        | Chưa xác định        | Chưa xác định        | Chưa xác định        | Chưa xác định        | Chưa xác định        | Chưa xác định        |                      |
| 2027                 | Chưa xác định        | Chưa xác định        | Chưa xác định        | Chưa xác định        | Chưa xác định        | Chưa xác định        | Chưa xác định        | Chưa xác định        |                      |
| Tổng cộng            | 2 lần tứ kết         | 2 lần tứ kết         | 25                   | 7                    | 10                   | 8                    | 24                   | 30                   |                      |

- ^1 Thứ hạng ngoài bốn hạng đầu (không chính thức) dựa trên so sánh thành tích giữa những đội tuyển vào cùng vòng đấu
- ^2 Tính cả những trận hoà ở vòng đấu loại trực tiếp phải giải quyết bằng sút luân lưu
- ^3 Do đặc thù châu Phi, có những lúc tình hình chính trị hoặc kinh tế quốc gia bất ổn nên các đội bóng bỏ cuộc. Những trường hợp không ghi chú thêm là bỏ cuộc ở vòng loại
- ^4 Khung đỏ: Chủ nhà

## Cầu thủ

### Đội hình hiện tại
Đây là đội hình tham dự CAN 2021.
Các chỉ số thống kê tính đến 23 tháng 1 năm 2022 sau trận gặp Burkina Faso.
| Số | VT | Cầu thủ                                | Ngày sinh (tuổi)           | Trận | Bàn | Câu lạc bộ             |
| -- | -- | -------------------------------------- | -------------------------- | ---- | --- | ---------------------- |
| 16 | TM | Anthony Mfa Mezui                      | 7 tháng 3, 1991            | 19   | 0   | Rodange 91             |
| 23 | TM | Donald Nzé                             | 5 tháng 4, 1992            | 3    | 0   | Maniema Union          |
| 1  | TM | Jean-Noël Amonome                      | 24 tháng 12, 1997          | 8    | 0   | Uthongathi             |
|    |    |                                        |                            |      |     |                        |
| 5  | HV | Bruno Ecuele Manga                     | 16 tháng 7, 1988           | 95   | 9   | Dijon                  |
| 8  | HV | Lloyd Palun                            | 28 tháng 11, 1988          | 71   | 0   | Bastia                 |
| 6  | HV | Johann Obiang                          | 5 tháng 7, 1993            | 42   | 0   | Rodez                  |
| 25 | HV | Junior Assoumou                        | 22 tháng 7, 1995           | 16   | 0   | Bourges                |
|    | HV | Yoann Wachter                          | 7 tháng 4, 1992            | 9    | 0   | Saint-Malo             |
| 27 | HV | Gilchrist Nguema                       | 7 tháng 8, 1996            | 5    | 0   | Maccabi Ahi Nazareth   |
| 4  | HV | Sidney Obissa                          | 4 tháng 5, 2000            | 6    | 0   | Olympic Charleroi      |
| 3  | HV | Anthony Oyono                          | 12 tháng 4, 2001           | 9    | 0   | Boulogne               |
| 2  | HV | Alex Moucketou-Moussounda              | 10 tháng 10, 2000          | 7    | 1   | Aris Limassol          |
| 24 | HV | David Sambissa                         | 11 tháng 1, 1996           | 3    | 0   | Cambuur                |
| 28 | HV | Yannis N'Gakoutou                      | 30 tháng 9, 1998 (23 tuổi) | 2    | 0   | Lyon La Duchère        |
|    |    |                                        |                            |      |     |                        |
| 17 | TV | André Biyogo Poko                      | 1 tháng 1, 1993            | 73   | 3   | Altay                  |
| 12 | TV | Guélor Kanga                           | 1 tháng 8, 1990            | 57   | 2   | Crvena Zvezda          |
|    | TV | Didier Ndong                           | 17 tháng 5, 1994           | 41   | 0   | Yeni Malatyaspor       |
| 18 | TV | Mario Lemina                           | 1 tháng 9, 1993            | 24   | 3   | Nice                   |
| 19 | TV | Serge-Junior Martinsson Ngouali        | 23 tháng 1, 1992           | 14   | 0   | Gorica                 |
|    | TV | Nathanael Mbourou                      | 24 tháng 8, 1996           | 2    | 0   | Maritzburg United      |
|    |    |                                        |                            |      |     |                        |
| 9  | TĐ | Pierre-Emerick Aubameyang (đội trưởng) | 18 tháng 6, 1989           | 72   | 30  | Chelsea                |
| 10 | TĐ | Axel Méyé                              | 6 tháng 6, 1995            | 30   | 2   | Paris FC               |
| 20 | TĐ | Denis Bouanga                          | 11 tháng 11, 1994          | 30   | 7   | Saint-Étienne          |
| 7  | TĐ | Aaron Boupendza                        | 7 tháng 8, 1996            | 27   | 5   | Al-Arabi               |
| 14 | TĐ | Louis Ameka                            | 3 tháng 10, 1996           | 23   | 0   | Maghreb de Fès         |
| 11 | TĐ | Jim Allevinah                          | 27 tháng 2, 1995           | 17   | 4   | Clermont               |
|    | TĐ | Gaëtan Missi Mezu                      | 4 tháng 5, 1996            | 9    | 0   | Tsarsko Selo           |
| 13 | TĐ | Kévin Mayi                             | 14 tháng 1, 1993           | 4    | 0   | Ümraniyespor           |
| 22 | TĐ | Fahd Ndzengue                          | 7 tháng 7, 2000            | 2    | 0   | Tabor Sežana           |
| 15 | TĐ | Ulrick Eneme Ella                      | 22 tháng 5, 2001           | 3    | 0   | Brighton & Hove Albion |

### Triệu tập gần đây
| Vt | Cầu thủ           | Ngày sinh (tuổi) | Số trận | Bt | Câu lạc bộ     | Lần cuối triệu tập              |
| -- | ----------------- | ---------------- | ------- | -- | -------------- | ------------------------------- |
| TM | Yves Bitséki Moto | 23 tháng 4, 1983 | 26      | 1  | Mosta          | v. CHDC Congo, 22 March 2021PRE |
| TM | Dallian Allogho   | 8 tháng 6, 1996  | 0       | 0  | Bouenguidi     | v. CHDC Congo, 22 March 2021PRE |
|    |                   |                  |         |    |                |                                 |
| HV | Stévy Nzambé      | 4 tháng 9, 1991  | 12      | 0  | Ittihad Tanger | v. CHDC Congo, 22 March 2021PRE |
|    |                   |                  |         |    |                |                                 |
| TV | Lévy Madinda      | 11 tháng 6, 1992 | 56      | 6  | Sabah          | v. Ai Cập, 16 November 2021     |
| TV | Merlin Tandjigora | 6 tháng 4, 1990  | 29      | 1  | Djoliba        | v. CHDC Congo, 22 March 2021PRE |
|    |                   |                  |         |    |                |                                 |
| TĐ | Meshak Babanzila  | 11 tháng 6, 2001 | 0       | 0  | Paris          | v. CHDC Congo, 22 March 2021PRE |